# Amstel Gold Race 2025
Amstel Gold Race 2025 – 59. edycja wyścigu kolarskiego Amstel Gold Race, która odbyła się 20 kwietnia 2025 na liczącej ponad 255 kilometrów trasie z miasta Maastricht do miejscowości Cauberg. Impreza kategorii 1.UWT była częścią UCI World Tour 2025.

## Uczestnicy

### Drużyny
| WorldTeams (18)- EF Education-EasyPost - Lidl-Trek - UAE Team Emirates XRG - Decathlon AG2R La Mondiale Team - Red Bull-BORA-hansgrohe - Soudal Quick-Step - Cofidis - Alpecin-Deceuninck - Arkéa-B&B Hotels - Team Visma \| Lease a Bike - Ineos Grenadiers - Intermarché-Wanty - Groupama-FDJ - Movistar Team - Team Picnic-PostNL - Team Jayco AlUla - Bahrain-Victorious - XDS Astana Team ProTeams (7)- Lotto - Uno-X Mobility - Israel-Premier Tech - Q36.5 Pro Cycling Team - Team TotalEnergies - Tudor Pro Cycling Team - Unibet Tietema Rockets |
| |

### Lista startowa
| Q36.5 Pro Cycling Team Q36 | Q36.5 Pro Cycling Team Q36  | Q36.5 Pro Cycling Team Q36 |
| -------------------------- | --------------------------- | -------------------------- |
| Nr                         | Kolarz                      | Miejsce                    |
| 1                          | Thomas Pidcock (GBR)        | 9.                         |
| 2                          | Nickolas Zukowsky (CAN)     | DNF                        |
| 3                          | Xabier Azparren (ESP)       | DNF                        |
| 4                          | Fabio Christen (SUI)        | DNF                        |
| 5                          | Mark Donovan (GBR)          | DNF                        |
| 6                          | Milan Vader (NED)           | 37.                        |
| 7                          | Emīls Liepiņš (LAT) (szosa) | DNF                        |

| Tudor Pro Cycling Team TUD | Tudor Pro Cycling Team TUD | Tudor Pro Cycling Team TUD |
| -------------------------- | -------------------------- | -------------------------- |
| Nr                         | Kolarz                     | Miejsce                    |
| 11                         | Marc Hirschi (SUI)         | 40.                        |
| 12                         | Julian Alaphilippe (FRA)   | 20.                        |
| 13                         | Fabian Weiss (SUI)         | DNF                        |
| 14                         | Marius Mayrhofer (GER)     | DNF                        |
| 15                         | Luc Wirtgen (LUX)          | DNF                        |
| 16                         | Hannes Wilksch (GER)       | DNF                        |
| 17                         | Matteo Trentin (ITA)       | DNF                        |

| Team Visma \| Lease a Bike TVL | Team Visma \| Lease a Bike TVL | Team Visma \| Lease a Bike TVL |
| ------------------------------ | ------------------------------ | ------------------------------ |
| Nr                             | Kolarz                         | Miejsce                        |
| 21                             | Wout van Aert (BEL)            | 4.                             |
| 22                             | Tiesj Benoot (BEL)             | 8.                             |
| 23                             | Daniel McLay (GBR)             | DNF                            |
| 24                             | Ben Tulett (GBR)               | 21.                            |
| 25                             | Attila Valter (HUN) (szosa)    | 22.                            |
| 26                             | Tosh Van der Sande (BEL)       | DNF                            |
| 27                             | Dylan van Baarle (NED)         | 73.                            |

| XDS Astana Team XAT | XDS Astana Team XAT       | XDS Astana Team XAT |
| ------------------- | ------------------------- | ------------------- |
| Nr                  | Kolarz                    | Miejsce             |
| 31                  | Clément Champoussin (FRA) | DNF                 |
| 32                  | Nicola Conci (ITA)        | 34.                 |
| 33                  | Fausto Masnada (ITA)      | DNF                 |
| 34                  | Ide Schelling (NED)       | DNF                 |
| 35                  | Christian Scaroni (ITA)   | DNF                 |
| 36                  | Darren van Bekkum (NED)   | DNF                 |
| 37                  | Simone Velasco (ITA)      | 50.                 |

| UAE Team Emirates XRG UAD | UAE Team Emirates XRG UAD      | UAE Team Emirates XRG UAD |
| ------------------------- | ------------------------------ | ------------------------- |
| Nr                        | Kolarz                         | Miejsce                   |
| 41                        | Tadej Pogačar (SLO) (szosa)    | 2.                        |
| 42                        | Tim Wellens (BEL)              | DNF                       |
| 43                        | Felix Großschartner (AUT)      | 68.                       |
| 44                        | Brandon McNulty (USA)          | 11.                       |
| 45                        | Jhonatan Narváez (ECU) (szosa) | DNF                       |
| 46                        | Domen Novak (SLO) (szosa)      | DNF                       |
| 47                        | Pawieł Siwakow (FRA)           | 55.                       |

| Team Picnic-PostNL TPP | Team Picnic-PostNL TPP    | Team Picnic-PostNL TPP |
| ---------------------- | ------------------------- | ---------------------- |
| Nr                     | Kolarz                    | Miejsce                |
| 51                     | Enzo Leijnse (NED)        | DNF                    |
| 52                     | Romain Combaud (FRA)      | DNF                    |
| 53                     | Sean Flynn (GBR)          | DNF                    |
| 54                     | Warren Barguil (FRA)      | 30.                    |
| 55                     | Timo Roosen (NED)         | DNF                    |
| 56                     | Kevin Vermaerke (USA)     | DNF                    |
| 57                     | Frank van den Broek (NED) | 26.                    |

| Team Jayco AlUla JAY | Team Jayco AlUla JAY       | Team Jayco AlUla JAY |
| -------------------- | -------------------------- | -------------------- |
| Nr                   | Kolarz                     | Miejsce              |
| 61                   | Michael Matthews (AUS)     | 5.                   |
| 62                   | Patrick Gamper (AUT)       | DNF                  |
| 63                   | Anders Foldager (DEN)      | 59.                  |
| 64                   | Alan Hatherly (RSA)        | DNF                  |
| 65                   | Ben O’Connor (AUS)         | DNF                  |
| 66                   | Mauro Schmid (SUI) (szosa) | 15.                  |
| 67                   | Filippo Zana (ITA)         | DNF                  |

| Soudal Quick-Step SOQ | Soudal Quick-Step SOQ       | Soudal Quick-Step SOQ |
| --------------------- | --------------------------- | --------------------- |
| Nr                    | Kolarz                      | Miejsce               |
| 71                    | Remco Evenepoel (BEL)       | 3.                    |
| 72                    | Ilan Van Wilder (BEL)       | 54.                   |
| 73                    | Louis Vervaeke (BEL)        | 58.                   |
| 74                    | Pepijn Reinderink (NED)     | DNF                   |
| 75                    | Maximilian Schachmann (GER) | 53.                   |
| 76                    | Mauri Vansevenant (BEL)     | 42.                   |
| 77                    | Pascal Eenkhoorn (NED)      | DNF                   |

| Red Bull-Bora-Hansgrohe RBH | Red Bull-Bora-Hansgrohe RBH   | Red Bull-Bora-Hansgrohe RBH |
| --------------------------- | ----------------------------- | --------------------------- |
| Nr                          | Kolarz                        | Miejsce                     |
| 81                          | Maxim Van Gils (BEL)          | DNF                         |
| 82                          | Roger Adrià (ESP)             | DNF                         |
| 83                          | Finn Fisher-Black (NZL)       | DNF                         |
| 84                          | Alexander Hajek (AUT) (szosa) | DNF                         |
| 85                          | Jonas Koch (GER)              | DNF                         |
| 86                          | Mick van Dijke (NED)          | 72.                         |
| 87                          | Tim van Dijke (NED)           | DNF                         |

| Movistar Team MOV | Movistar Team MOV                | Movistar Team MOV |
| ----------------- | -------------------------------- | ----------------- |
| Nr                | Kolarz                           | Miejsce           |
| 91                | Ruben Guerreiro (POR)            | DNF               |
| 92                | Nelson Oliveira (POR)            | DNF               |
| 93                | Davide Formolo (ITA)             | 27.               |
| 94                | Gregor Mühlberger (AUT)          | 35.               |
| 95                | Michel Heßmann (GER)             | DNF               |
| 96                | Gonzalo Serrano (ESP)            | DNF               |
| 97                | Natnael Tesfatsion (ERI) (szosa) | DNF               |

| Lidl-Trek TBL | Lidl-Trek TBL           | Lidl-Trek TBL |
| ------------- | ----------------------- | ------------- |
| Nr            | Kolarz                  | Miejsce       |
| 101           | Thibau Nys (BEL)        | 12.           |
| 102           | Andrea Bagioli (ITA)    | 36.           |
| 103           | Mattias Skjelmose (DEN) | 1.            |
| 104           | Patrick Konrad (AUT)    | 41.           |
| 105           | Toms Skujiņš (LAT)      | 39.           |
| 106           | Quinn Simmons (USA)     | DNF           |
| 107           | Otto Vergaerde (BEL)    | DNF           |

| Intermarché-Wanty IWA | Intermarché-Wanty IWA  | Intermarché-Wanty IWA |
| --------------------- | ---------------------- | --------------------- |
| Nr                    | Kolarz                 | Miejsce               |
| 111                   | Louis Barré (FRA)      | 6.                    |
| 112                   | Kamiel Bonneu (BEL)    | 79.                   |
| 113                   | Dries De Pooter (BEL)  | DNF                   |
| 114                   | Alexander Kamp (DEN)   | 18.                   |
| 115                   | Georg Zimmermann (GER) | 31.                   |
| 116                   | Lorenzo Rota (ITA)     | DNF                   |
| 117                   | Luca Van Boven (BEL)   | 74.                   |

| Ineos Grenadiers IGD | Ineos Grenadiers IGD     | Ineos Grenadiers IGD |
| -------------------- | ------------------------ | -------------------- |
| Nr                   | Kolarz                   | Miejsce              |
| 121                  | Tobias Foss (NOR)        | DNF                  |
| 122                  | Omar Fraile (ESP)        | DNF                  |
| 123                  | Bob Jungels (LUX)        | DNF                  |
| 124                  | Victor Langellotti (MON) | 71.                  |
| 125                  | Axel Laurance (FRA)      | 49.                  |
| 126                  | Magnus Sheffield (USA)   | 51.                  |
| 127                  | Artem Shmidt (USA)       | 63.                  |

| Groupama-FDJ GFC | Groupama-FDJ GFC            | Groupama-FDJ GFC |
| ---------------- | --------------------------- | ---------------- |
| Nr               | Kolarz                      | Miejsce          |
| 131              | Valentin Madouas (FRA)      | 19.              |
| 132              | Cyril Barthe (FRA)          | DNF              |
| 133              | Rémi Cavagna (FRA)          | 69.              |
| 134              | Kevin Geniets (LUX) (szosa) | 43.              |
| 135              | Romain Grégoire (FRA)       | 7.               |
| 136              | Johan Jacobs (SUI)          | DNF              |
| 137              | Quentin Pacher (FRA)        | 33.              |

| EF Education-EasyPost EFE | EF Education-EasyPost EFE | EF Education-EasyPost EFE |
| ------------------------- | ------------------------- | ------------------------- |
| Nr                        | Kolarz                    | Miejsce                   |
| 141                       | Ben Healy (IRL)           | 10.                       |
| 142                       | Vincenzo Albanese (ITA)   | DNF                       |
| 143                       | Samuele Battistella (ITA) | 70.                       |
| 144                       | Neilson Powless (USA)     | 13.                       |
| 145                       | Alex Baudin (FRA)         | 48.                       |
| 146                       | Harry Sweeny (AUS)        | DNF                       |
| 147                       | Marijn van den Berg (NED) | DNF                       |

| Decathlon-AG2R La Mondiale DAT | Decathlon-AG2R La Mondiale DAT | Decathlon-AG2R La Mondiale DAT |
| ------------------------------ | ------------------------------ | ------------------------------ |
| Nr                             | Kolarz                         | Miejsce                        |
| 151                            | Pierre Gautherat (FRA)         | DNF                            |
| 152                            | Dorian Godon (FRA)             | 44.                            |
| 153                            | Sander De Pestel (BEL)         | DNF                            |
| 154                            | Noa Isidore (FRA)              | DNF                            |
| 155                            | Jordan Labrosse (FRA)          | DNF                            |
| 156                            | Oliver Naesen (BEL)            | DNF                            |
| 157                            | Bastien Tronchon (FRA)         | 38.                            |

| Cofidis COF | Cofidis COF                 | Cofidis COF |
| ----------- | --------------------------- | ----------- |
| Nr          | Kolarz                      | Miejsce     |
| 161         | Dylan Teuns (BEL)           | 46.         |
| 162         | Sam Maisonobe (FRA)         | DNF         |
| 163         | Alex Aranburu (ESP) (szosa) | DNF         |
| 164         | Valentin Ferron (FRA)       | DNF         |
| 165         | Ludovic Robeet (BEL)        | DNF         |
| 166         | Damien Touzé (FRA)          | 67.         |
| 167         | Jan Maas (NED)              | DNF         |

| Bahrain Victorious TBV | Bahrain Victorious TBV   | Bahrain Victorious TBV |
| ---------------------- | ------------------------ | ---------------------- |
| Nr                     | Kolarz                   | Miejsce                |
| 171                    | Pello Bilbao (ESP)       | 25.                    |
| 172                    | Santiago Buitrago (COL)  | 29.                    |
| 173                    | Nicolo Buratti (ITA)     | DNF                    |
| 174                    | Edoardo Zambanini (ITA)  | 45.                    |
| 175                    | Fred Wright (GBR)        | DNF                    |
| 176                    | Robert Stannard (AUS)    | DNF                    |
| 177                    | Mathijs Paasschens (NED) | DNF                    |

| Arkéa-B&B Hotels ARK | Arkéa-B&B Hotels ARK    | Arkéa-B&B Hotels ARK |
| -------------------- | ----------------------- | -------------------- |
| Nr                   | Kolarz                  | Miejsce              |
| 181                  | Anthony Delaplace (FRA) | 66.                  |
| 182                  | Simon Guglielmi (FRA)   | DNF                  |
| 183                  | Laurens Huys (BEL)      | DNF                  |
| 184                  | Mathis Le Berre (FRA)   | 60.                  |
| 185                  | Kévin Vauquelin (FRA)   | DNF                  |
| 186                  | Donavan Grondin (FRA)   | DNF                  |
| 187                  | Victor Guernalec (FRA)  | DNF                  |

| Alpecin-Deceuninck ADC | Alpecin-Deceuninck ADC  | Alpecin-Deceuninck ADC |
| ---------------------- | ----------------------- | ---------------------- |
| Nr                     | Kolarz                  | Miejsce                |
| 191                    | Gal Glivar (SLO)        | 76.                    |
| 192                    | Quinten Hermans (BEL)   | 16.                    |
| 193                    | Xandro Meurisse (BEL)   | 52.                    |
| 194                    | Oscar Riesebeek (NED)   | DNF                    |
| 195                    | Henri Uhlig (GER)       | DNF                    |
| 196                    | Gianni Vermeersch (BEL) | DNF                    |
| 197                    | Emiel Verstrynge (BEL)  | 75.                    |

| Uno-X Mobility UXM | Uno-X Mobility UXM          | Uno-X Mobility UXM |
| ------------------ | --------------------------- | ------------------ |
| Nr                 | Kolarz                      | Miejsce            |
| 201                | Martin Urianstad (NOR)      | DNF                |
| 202                | Fredrik Dversnes (NOR)      | 32.                |
| 203                | Ådne Holter (NOR)           | 62.                |
| 204                | Stian Fredheim (NOR)        | DNF                |
| 205                | Andreas Leknessund (NOR)    | 28.                |
| 206                | William Blume Levy (DEN)    | DNF                |
| 207                | Erik Nordsæter Resell (NOR) | DNF                |

| Lotto LOT | Lotto LOT                | Lotto LOT |
| --------- | ------------------------ | --------- |
| Nr        | Kolarz                   | Miejsce   |
| 211       | Cédric Beullens (BEL)    | DNF       |
| 212       | Logan Currie (NZL)       | DNF       |
| 213       | Jarrad Drizners (AUS)    | DNF       |
| 214       | Arjen Livyns (BEL)       | 77.       |
| 215       | Reuben Thompson (NZL)    | 56.       |
| 216       | Jonas Gregaard (DEN)     | DNF       |
| 217       | Henri Vandenabeele (BEL) | DNF       |

| Israel-Premier Tech IPT | Israel-Premier Tech IPT | Israel-Premier Tech IPT |
| ----------------------- | ----------------------- | ----------------------- |
| Nr                      | Kolarz                  | Miejsce                 |
| 221                     | Simon Clarke (AUS)      | 64.                     |
| 222                     | Joseph Blackmore (GBR)  | 14.                     |
| 223                     | Aleksiej Łucenko (KAZ)  | 17.                     |
| 224                     | Nadav Raisberg (ISR)    | DNF                     |
| 225                     | Nick Schultz (AUS)      | DNF                     |
| 226                     | Riley Sheehan (USA)     | DNF                     |
| 227                     | Corbin Strong (NZL)     | 65.                     |

| Unibet Tietema Rockets RKT | Unibet Tietema Rockets RKT | Unibet Tietema Rockets RKT |
| -------------------------- | -------------------------- | -------------------------- |
| Nr                         | Kolarz                     | Miejsce                    |
| 231                        | Joren Bloem (NED)          | DNF                        |
| 232                        | Hartthijs de Vries (NED)   | 61.                        |
| 233                        | Jelle Johannink (NED)      | DNF                        |
| 234                        | Tomáš Kopecký (CZE)        | 78.                        |
| 235                        | Lukáš Kubiš (SVK) (szosa)  | DNF                        |
| 236                        | Lander Loockx (BEL)        | 47.                        |
| 237                        | Sergio Meris (ITA)         | DNF                        |

| Team TotalEnergies TEN | Team TotalEnergies TEN    | Team TotalEnergies TEN |
| ---------------------- | ------------------------- | ---------------------- |
| Nr                     | Kolarz                    | Miejsce                |
| 241                    | Mathieu Burgaudeau (FRA)  | 24.                    |
| 242                    | Rayan Boulahoite (FRA)    | DNF                    |
| 243                    | Alexandre Delettre (FRA)  | 23.                    |
| 244                    | Sandy Dujardin (FRA)      | 57.                    |
| 245                    | Baptiste Vadic (FRA)      | DNF                    |
| 246                    | Valentin Retailleau (FRA) | DNF                    |
| 247                    | Anthony Turgis (FRA)      | DNF                    |

| Q36.5 Pro Cycling Team Q36 | Q36.5 Pro Cycling Team Q36  | Q36.5 Pro Cycling Team Q36 |
| -------------------------- | --------------------------- | -------------------------- |
| Nr                         | Kolarz                      | Miejsce                    |
| 1                          | Thomas Pidcock (GBR)        | 9.                         |
| 2                          | Nickolas Zukowsky (CAN)     | DNF                        |
| 3                          | Xabier Azparren (ESP)       | DNF                        |
| 4                          | Fabio Christen (SUI)        | DNF                        |
| 5                          | Mark Donovan (GBR)          | DNF                        |
| 6                          | Milan Vader (NED)           | 37.                        |
| 7                          | Emīls Liepiņš (LAT) (szosa) | DNF                        |

| Tudor Pro Cycling Team TUD | Tudor Pro Cycling Team TUD | Tudor Pro Cycling Team TUD |
| -------------------------- | -------------------------- | -------------------------- |
| Nr                         | Kolarz                     | Miejsce                    |
| 11                         | Marc Hirschi (SUI)         | 40.                        |
| 12                         | Julian Alaphilippe (FRA)   | 20.                        |
| 13                         | Fabian Weiss (SUI)         | DNF                        |
| 14                         | Marius Mayrhofer (GER)     | DNF                        |
| 15                         | Luc Wirtgen (LUX)          | DNF                        |
| 16                         | Hannes Wilksch (GER)       | DNF                        |
| 17                         | Matteo Trentin (ITA)       | DNF                        |

| Team Visma \| Lease a Bike TVL | Team Visma \| Lease a Bike TVL | Team Visma \| Lease a Bike TVL |
| ------------------------------ | ------------------------------ | ------------------------------ |
| Nr                             | Kolarz                         | Miejsce                        |
| 21                             | Wout van Aert (BEL)            | 4.                             |
| 22                             | Tiesj Benoot (BEL)             | 8.                             |
| 23                             | Daniel McLay (GBR)             | DNF                            |
| 24                             | Ben Tulett (GBR)               | 21.                            |
| 25                             | Attila Valter (HUN) (szosa)    | 22.                            |
| 26                             | Tosh Van der Sande (BEL)       | DNF                            |
| 27                             | Dylan van Baarle (NED)         | 73.                            |

| XDS Astana Team XAT | XDS Astana Team XAT       | XDS Astana Team XAT |
| ------------------- | ------------------------- | ------------------- |
| Nr                  | Kolarz                    | Miejsce             |
| 31                  | Clément Champoussin (FRA) | DNF                 |
| 32                  | Nicola Conci (ITA)        | 34.                 |
| 33                  | Fausto Masnada (ITA)      | DNF                 |
| 34                  | Ide Schelling (NED)       | DNF                 |
| 35                  | Christian Scaroni (ITA)   | DNF                 |
| 36                  | Darren van Bekkum (NED)   | DNF                 |
| 37                  | Simone Velasco (ITA)      | 50.                 |

| UAE Team Emirates XRG UAD | UAE Team Emirates XRG UAD      | UAE Team Emirates XRG UAD |
| ------------------------- | ------------------------------ | ------------------------- |
| Nr                        | Kolarz                         | Miejsce                   |
| 41                        | Tadej Pogačar (SLO) (szosa)    | 2.                        |
| 42                        | Tim Wellens (BEL)              | DNF                       |
| 43                        | Felix Großschartner (AUT)      | 68.                       |
| 44                        | Brandon McNulty (USA)          | 11.                       |
| 45                        | Jhonatan Narváez (ECU) (szosa) | DNF                       |
| 46                        | Domen Novak (SLO) (szosa)      | DNF                       |
| 47                        | Pawieł Siwakow (FRA)           | 55.                       |

| Team Picnic-PostNL TPP | Team Picnic-PostNL TPP    | Team Picnic-PostNL TPP |
| ---------------------- | ------------------------- | ---------------------- |
| Nr                     | Kolarz                    | Miejsce                |
| 51                     | Enzo Leijnse (NED)        | DNF                    |
| 52                     | Romain Combaud (FRA)      | DNF                    |
| 53                     | Sean Flynn (GBR)          | DNF                    |
| 54                     | Warren Barguil (FRA)      | 30.                    |
| 55                     | Timo Roosen (NED)         | DNF                    |
| 56                     | Kevin Vermaerke (USA)     | DNF                    |
| 57                     | Frank van den Broek (NED) | 26.                    |

| Team Jayco AlUla JAY | Team Jayco AlUla JAY       | Team Jayco AlUla JAY |
| -------------------- | -------------------------- | -------------------- |
| Nr                   | Kolarz                     | Miejsce              |
| 61                   | Michael Matthews (AUS)     | 5.                   |
| 62                   | Patrick Gamper (AUT)       | DNF                  |
| 63                   | Anders Foldager (DEN)      | 59.                  |
| 64                   | Alan Hatherly (RSA)        | DNF                  |
| 65                   | Ben O’Connor (AUS)         | DNF                  |
| 66                   | Mauro Schmid (SUI) (szosa) | 15.                  |
| 67                   | Filippo Zana (ITA)         | DNF                  |

| Soudal Quick-Step SOQ | Soudal Quick-Step SOQ       | Soudal Quick-Step SOQ |
| --------------------- | --------------------------- | --------------------- |
| Nr                    | Kolarz                      | Miejsce               |
| 71                    | Remco Evenepoel (BEL)       | 3.                    |
| 72                    | Ilan Van Wilder (BEL)       | 54.                   |
| 73                    | Louis Vervaeke (BEL)        | 58.                   |
| 74                    | Pepijn Reinderink (NED)     | DNF                   |
| 75                    | Maximilian Schachmann (GER) | 53.                   |
| 76                    | Mauri Vansevenant (BEL)     | 42.                   |
| 77                    | Pascal Eenkhoorn (NED)      | DNF                   |

| Red Bull-Bora-Hansgrohe RBH | Red Bull-Bora-Hansgrohe RBH   | Red Bull-Bora-Hansgrohe RBH |
| --------------------------- | ----------------------------- | --------------------------- |
| Nr                          | Kolarz                        | Miejsce                     |
| 81                          | Maxim Van Gils (BEL)          | DNF                         |
| 82                          | Roger Adrià (ESP)             | DNF                         |
| 83                          | Finn Fisher-Black (NZL)       | DNF                         |
| 84                          | Alexander Hajek (AUT) (szosa) | DNF                         |
| 85                          | Jonas Koch (GER)              | DNF                         |
| 86                          | Mick van Dijke (NED)          | 72.                         |
| 87                          | Tim van Dijke (NED)           | DNF                         |

| Movistar Team MOV | Movistar Team MOV                | Movistar Team MOV |
| ----------------- | -------------------------------- | ----------------- |
| Nr                | Kolarz                           | Miejsce           |
| 91                | Ruben Guerreiro (POR)            | DNF               |
| 92                | Nelson Oliveira (POR)            | DNF               |
| 93                | Davide Formolo (ITA)             | 27.               |
| 94                | Gregor Mühlberger (AUT)          | 35.               |
| 95                | Michel Heßmann (GER)             | DNF               |
| 96                | Gonzalo Serrano (ESP)            | DNF               |
| 97                | Natnael Tesfatsion (ERI) (szosa) | DNF               |

| Lidl-Trek TBL | Lidl-Trek TBL           | Lidl-Trek TBL |
| ------------- | ----------------------- | ------------- |
| Nr            | Kolarz                  | Miejsce       |
| 101           | Thibau Nys (BEL)        | 12.           |
| 102           | Andrea Bagioli (ITA)    | 36.           |
| 103           | Mattias Skjelmose (DEN) | 1.            |
| 104           | Patrick Konrad (AUT)    | 41.           |
| 105           | Toms Skujiņš (LAT)      | 39.           |
| 106           | Quinn Simmons (USA)     | DNF           |
| 107           | Otto Vergaerde (BEL)    | DNF           |

| Intermarché-Wanty IWA | Intermarché-Wanty IWA  | Intermarché-Wanty IWA |
| --------------------- | ---------------------- | --------------------- |
| Nr                    | Kolarz                 | Miejsce               |
| 111                   | Louis Barré (FRA)      | 6.                    |
| 112                   | Kamiel Bonneu (BEL)    | 79.                   |
| 113                   | Dries De Pooter (BEL)  | DNF                   |
| 114                   | Alexander Kamp (DEN)   | 18.                   |
| 115                   | Georg Zimmermann (GER) | 31.                   |
| 116                   | Lorenzo Rota (ITA)     | DNF                   |
| 117                   | Luca Van Boven (BEL)   | 74.                   |

| Ineos Grenadiers IGD | Ineos Grenadiers IGD     | Ineos Grenadiers IGD |
| -------------------- | ------------------------ | -------------------- |
| Nr                   | Kolarz                   | Miejsce              |
| 121                  | Tobias Foss (NOR)        | DNF                  |
| 122                  | Omar Fraile (ESP)        | DNF                  |
| 123                  | Bob Jungels (LUX)        | DNF                  |
| 124                  | Victor Langellotti (MON) | 71.                  |
| 125                  | Axel Laurance (FRA)      | 49.                  |
| 126                  | Magnus Sheffield (USA)   | 51.                  |
| 127                  | Artem Shmidt (USA)       | 63.                  |

| Groupama-FDJ GFC | Groupama-FDJ GFC            | Groupama-FDJ GFC |
| ---------------- | --------------------------- | ---------------- |
| Nr               | Kolarz                      | Miejsce          |
| 131              | Valentin Madouas (FRA)      | 19.              |
| 132              | Cyril Barthe (FRA)          | DNF              |
| 133              | Rémi Cavagna (FRA)          | 69.              |
| 134              | Kevin Geniets (LUX) (szosa) | 43.              |
| 135              | Romain Grégoire (FRA)       | 7.               |
| 136              | Johan Jacobs (SUI)          | DNF              |
| 137              | Quentin Pacher (FRA)        | 33.              |

| EF Education-EasyPost EFE | EF Education-EasyPost EFE | EF Education-EasyPost EFE |
| ------------------------- | ------------------------- | ------------------------- |
| Nr                        | Kolarz                    | Miejsce                   |
| 141                       | Ben Healy (IRL)           | 10.                       |
| 142                       | Vincenzo Albanese (ITA)   | DNF                       |
| 143                       | Samuele Battistella (ITA) | 70.                       |
| 144                       | Neilson Powless (USA)     | 13.                       |
| 145                       | Alex Baudin (FRA)         | 48.                       |
| 146                       | Harry Sweeny (AUS)        | DNF                       |
| 147                       | Marijn van den Berg (NED) | DNF                       |

| Decathlon-AG2R La Mondiale DAT | Decathlon-AG2R La Mondiale DAT | Decathlon-AG2R La Mondiale DAT |
| ------------------------------ | ------------------------------ | ------------------------------ |
| Nr                             | Kolarz                         | Miejsce                        |
| 151                            | Pierre Gautherat (FRA)         | DNF                            |
| 152                            | Dorian Godon (FRA)             | 44.                            |
| 153                            | Sander De Pestel (BEL)         | DNF                            |
| 154                            | Noa Isidore (FRA)              | DNF                            |
| 155                            | Jordan Labrosse (FRA)          | DNF                            |
| 156                            | Oliver Naesen (BEL)            | DNF                            |
| 157                            | Bastien Tronchon (FRA)         | 38.                            |

| Cofidis COF | Cofidis COF                 | Cofidis COF |
| ----------- | --------------------------- | ----------- |
| Nr          | Kolarz                      | Miejsce     |
| 161         | Dylan Teuns (BEL)           | 46.         |
| 162         | Sam Maisonobe (FRA)         | DNF         |
| 163         | Alex Aranburu (ESP) (szosa) | DNF         |
| 164         | Valentin Ferron (FRA)       | DNF         |
| 165         | Ludovic Robeet (BEL)        | DNF         |
| 166         | Damien Touzé (FRA)          | 67.         |
| 167         | Jan Maas (NED)              | DNF         |

| Bahrain Victorious TBV | Bahrain Victorious TBV   | Bahrain Victorious TBV |
| ---------------------- | ------------------------ | ---------------------- |
| Nr                     | Kolarz                   | Miejsce                |
| 171                    | Pello Bilbao (ESP)       | 25.                    |
| 172                    | Santiago Buitrago (COL)  | 29.                    |
| 173                    | Nicolo Buratti (ITA)     | DNF                    |
| 174                    | Edoardo Zambanini (ITA)  | 45.                    |
| 175                    | Fred Wright (GBR)        | DNF                    |
| 176                    | Robert Stannard (AUS)    | DNF                    |
| 177                    | Mathijs Paasschens (NED) | DNF                    |

| Arkéa-B&B Hotels ARK | Arkéa-B&B Hotels ARK    | Arkéa-B&B Hotels ARK |
| -------------------- | ----------------------- | -------------------- |
| Nr                   | Kolarz                  | Miejsce              |
| 181                  | Anthony Delaplace (FRA) | 66.                  |
| 182                  | Simon Guglielmi (FRA)   | DNF                  |
| 183                  | Laurens Huys (BEL)      | DNF                  |
| 184                  | Mathis Le Berre (FRA)   | 60.                  |
| 185                  | Kévin Vauquelin (FRA)   | DNF                  |
| 186                  | Donavan Grondin (FRA)   | DNF                  |
| 187                  | Victor Guernalec (FRA)  | DNF                  |

| Alpecin-Deceuninck ADC | Alpecin-Deceuninck ADC  | Alpecin-Deceuninck ADC |
| ---------------------- | ----------------------- | ---------------------- |
| Nr                     | Kolarz                  | Miejsce                |
| 191                    | Gal Glivar (SLO)        | 76.                    |
| 192                    | Quinten Hermans (BEL)   | 16.                    |
| 193                    | Xandro Meurisse (BEL)   | 52.                    |
| 194                    | Oscar Riesebeek (NED)   | DNF                    |
| 195                    | Henri Uhlig (GER)       | DNF                    |
| 196                    | Gianni Vermeersch (BEL) | DNF                    |
| 197                    | Emiel Verstrynge (BEL)  | 75.                    |

| Uno-X Mobility UXM | Uno-X Mobility UXM          | Uno-X Mobility UXM |
| ------------------ | --------------------------- | ------------------ |
| Nr                 | Kolarz                      | Miejsce            |
| 201                | Martin Urianstad (NOR)      | DNF                |
| 202                | Fredrik Dversnes (NOR)      | 32.                |
| 203                | Ådne Holter (NOR)           | 62.                |
| 204                | Stian Fredheim (NOR)        | DNF                |
| 205                | Andreas Leknessund (NOR)    | 28.                |
| 206                | William Blume Levy (DEN)    | DNF                |
| 207                | Erik Nordsæter Resell (NOR) | DNF                |

| Lotto LOT | Lotto LOT                | Lotto LOT |
| --------- | ------------------------ | --------- |
| Nr        | Kolarz                   | Miejsce   |
| 211       | Cédric Beullens (BEL)    | DNF       |
| 212       | Logan Currie (NZL)       | DNF       |
| 213       | Jarrad Drizners (AUS)    | DNF       |
| 214       | Arjen Livyns (BEL)       | 77.       |
| 215       | Reuben Thompson (NZL)    | 56.       |
| 216       | Jonas Gregaard (DEN)     | DNF       |
| 217       | Henri Vandenabeele (BEL) | DNF       |

| Israel-Premier Tech IPT | Israel-Premier Tech IPT | Israel-Premier Tech IPT |
| ----------------------- | ----------------------- | ----------------------- |
| Nr                      | Kolarz                  | Miejsce                 |
| 221                     | Simon Clarke (AUS)      | 64.                     |
| 222                     | Joseph Blackmore (GBR)  | 14.                     |
| 223                     | Aleksiej Łucenko (KAZ)  | 17.                     |
| 224                     | Nadav Raisberg (ISR)    | DNF                     |
| 225                     | Nick Schultz (AUS)      | DNF                     |
| 226                     | Riley Sheehan (USA)     | DNF                     |
| 227                     | Corbin Strong (NZL)     | 65.                     |

| Unibet Tietema Rockets RKT | Unibet Tietema Rockets RKT | Unibet Tietema Rockets RKT |
| -------------------------- | -------------------------- | -------------------------- |
| Nr                         | Kolarz                     | Miejsce                    |
| 231                        | Joren Bloem (NED)          | DNF                        |
| 232                        | Hartthijs de Vries (NED)   | 61.                        |
| 233                        | Jelle Johannink (NED)      | DNF                        |
| 234                        | Tomáš Kopecký (CZE)        | 78.                        |
| 235                        | Lukáš Kubiš (SVK) (szosa)  | DNF                        |
| 236                        | Lander Loockx (BEL)        | 47.                        |
| 237                        | Sergio Meris (ITA)         | DNF                        |

| Team TotalEnergies TEN | Team TotalEnergies TEN    | Team TotalEnergies TEN |
| ---------------------- | ------------------------- | ---------------------- |
| Nr                     | Kolarz                    | Miejsce                |
| 241                    | Mathieu Burgaudeau (FRA)  | 24.                    |
| 242                    | Rayan Boulahoite (FRA)    | DNF                    |
| 243                    | Alexandre Delettre (FRA)  | 23.                    |
| 244                    | Sandy Dujardin (FRA)      | 57.                    |
| 245                    | Baptiste Vadic (FRA)      | DNF                    |
| 246                    | Valentin Retailleau (FRA) | DNF                    |
| 247                    | Anthony Turgis (FRA)      | DNF                    |

Legenda: DNF – nie ukończył, OTL – przekroczył limit czasu, DNS – nie wystartował, DSQ – zdyskwalifikowany.

## Klasyfikacja generalna
| \| Klasyfikacja generalna \| Klasyfikacja generalna \| Klasyfikacja generalna \| Klasyfikacja generalna \| Klasyfikacja generalna \| \| Kolarz \| Kolarz \| Państwo \| Drużyna \| Czas \| \| ---------------------- \| ---------------------- \| ---------------------- \| -------------------------- \| ---------------------- \| \| 1. \| Mattias Skjelmose \| Dania \| Lidl-Trek \| 5h 49' 58" \| \| 2. \| Tadej Pogačar \| Słowenia \| UAE Team Emirates XRG \| + 0" \| \| 3. \| Remco Evenepoel \| Belgia \| Soudal Quick-Step \| + 0" \| \| 4. \| Wout van Aert \| Belgia \| Team Visma \\| Lease a Bike \| + 34" \| \| 5. \| Michael Matthews \| Australia \| Team Jayco AlUla \| + 34" \| \| 6. \| Louis Barré \| Francja \| Intermarché-Wanty \| + 34" \| \| 7. \| Romain Grégoire \| Francja \| Groupama-FDJ \| + 34" \| \| 8. \| Tiesj Benoot \| Belgia \| Team Visma \\| Lease a Bike \| + 34" \| \| 9. \| Thomas Pidcock \| Wielka Brytania \| Q36.5 Pro Cycling Team \| + 34" \| \| 10. \| Ben Healy \| Irlandia \| EF Education-EasyPost \| + 34" \| |                   |                 |                            |            |
| |                   |                 |                            |            |
| |                   |                 |                            |            |
| Klasyfikacja generalna |                   |                 |                            |            |
| Kolarz | Kolarz            | Państwo         | Drużyna                    | Czas       |
| 1. | Mattias Skjelmose | Dania           | Lidl-Trek                  | 5h 49' 58" |
| 2. | Tadej Pogačar     | Słowenia        | UAE Team Emirates XRG      | + 0"       |
| 3. | Remco Evenepoel   | Belgia          | Soudal Quick-Step          | + 0"       |
| 4. | Wout van Aert     | Belgia          | Team Visma \| Lease a Bike | + 34"      |
| 5. | Michael Matthews  | Australia       | Team Jayco AlUla           | + 34"      |
| 6. | Louis Barré       | Francja         | Intermarché-Wanty          | + 34"      |
| 7. | Romain Grégoire   | Francja         | Groupama-FDJ               | + 34"      |
| 8. | Tiesj Benoot      | Belgia          | Team Visma \| Lease a Bike | + 34"      |
| 9. | Thomas Pidcock    | Wielka Brytania | Q36.5 Pro Cycling Team     | + 34"      |
| 10. | Ben Healy         | Irlandia        | EF Education-EasyPost      | + 34"      |